# Кабардинская улица (Владикавказ)
Кабардинская улица — улица во Владикавказе, Северная Осетия, Россия. Находится в Иристонском муниципальном округе между улицей Алибека Кантемирова и Комсомольским лесопарком. Начинается от улицы Алибека Кантемирова.
Кабардинская улица пересекается с улицами Койбаева, Кутузова и Комсомольская.
От Кабардинской улицы начинаются улицы Пипо Гурциева и Пушкинская.
Улица названа именем кабардинского народа.
Улица сформировалась в первой четверти XX века. Впервые отмечена как улица «Новая» на плане Владикавказа 1928 года. В 1937 году упоминается на «Плане города Владикавказа 1937 года» как улица «2-я Новая». Современное наименование впервые встречается на «Плане города Владикавказа 1943 года».
В настоящее время улица в основном застроена малоэтажными частными зданиями.
Достопримечательности
- В конце улицы находится одно из старейших городских некрополей — Осетинское кладбище.